# Pietro Virga
Pietro Virga (Palermo, 8 februari 1920 – aldaar, 14 juni 2004) was een hoogleraar rechtsgeleerdheid in Italië. 

## Levensloop
Na zijn studies rechtsgeleerdheid aan de universiteit van Palermo (1941) vocht hij in de Tweede Wereldoorlog aan de zijde van het koninkrijk Italië. Na de oorlog, met de installatie van de republiek, specialiseerde de jonge jurist zich in grondwettelijk recht, in staatshuishoudkunde en in het bijzonder in de bevoegdheden van de regio’s. In 1949 werd Virga docent grondwettelijk recht aan de universiteit van Urbino. Nadien bekleedde hij als hoogleraar deze leerstoel aan de universiteit van Catania.
In de jaren 1950 keerde hij als hoogleraar terug naar de universiteit van Palermo waar hij afgestudeerd was. Hij bekleedde er de leerstoel publiekrecht tot in het jaar 1992, wanneer hij met emeritaat ging. Virga is auteur van meerdere boeken over de Italiaanse grondwet, alsook over het administratief recht van de Italiaanse republiek, inclusief de hervormingen en de jurisprudentie in de tweede helft van de 20e eeuw. Zijn boek Regione Siciliana uit 1949 was jaren een standaardwerk over de bevoegdheden van de regio Sicilië. 
In de jaren 1950 was Virga gemeenteraadslid in Palermo, alsook wethouder van openbare werken.
Een van zijn assistenten in de jaren 1960 was Sergio Mattarella, die later president van Italië werd.